# Ouled Brahim (Bordj Bou Arreridj)
Ouled Brahim (în arabă أولاد براھم) este o comună din provincia Bordj-Bou-Arreridj, Algeria.
Populația comunei este de 7.874 de locuitori (2008).